# Escola de Sagres

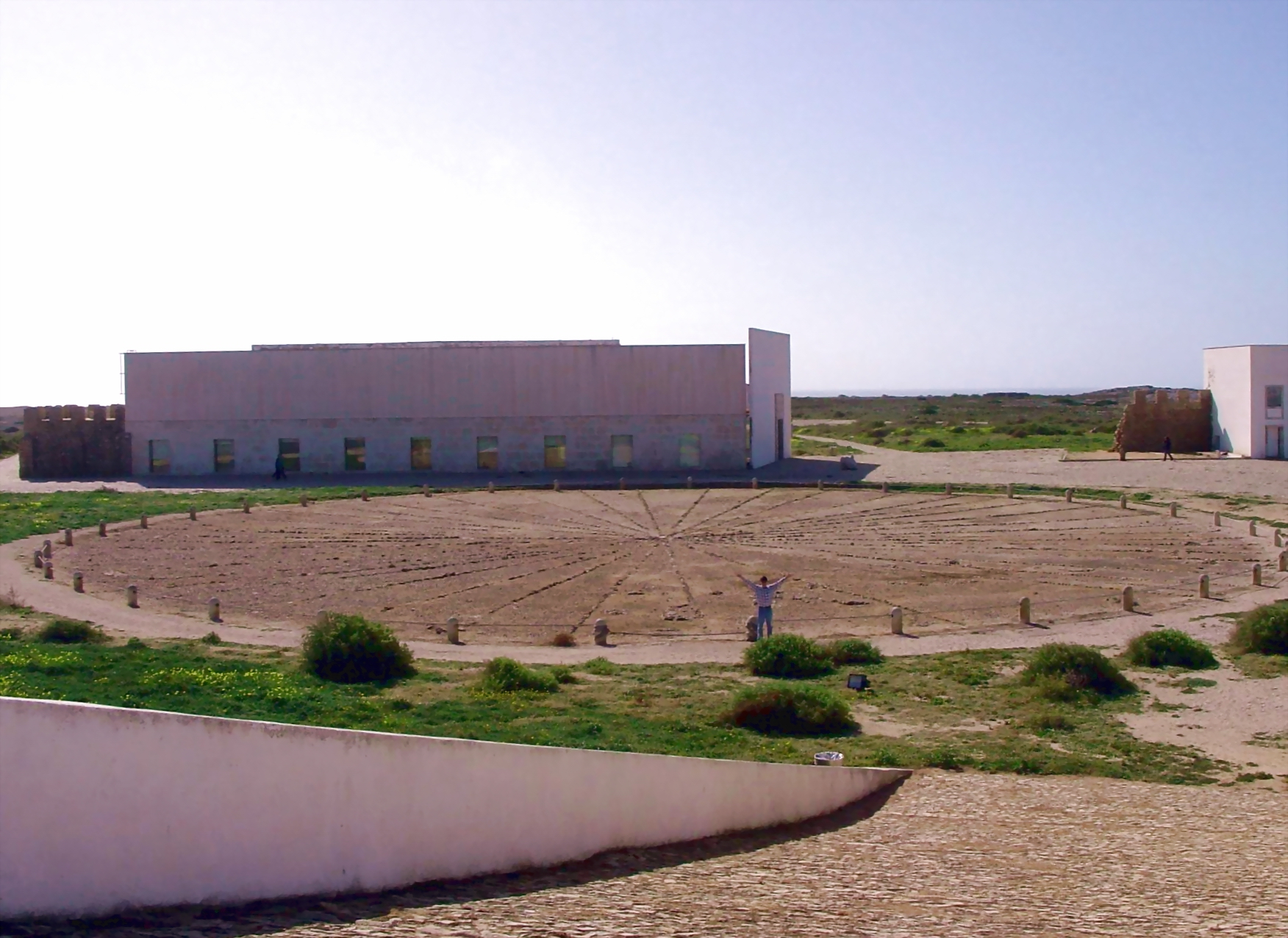
Rosa dos ventos da fortaleza de Sagres, no Algarve, Portugal.

A Escola de Sagres teria sido uma escola náutica criada pelo infante D. Henrique na região de Sagres, no Algarve, em Portugal, no século XV. Sua história é contada por Samuel Purchas, em 1625, que desenvolveu a ideia através de um texto de João de Barros. O objetivo da escola teria sido a formação dos navegadores que estavam ao serviço do infante, tanto nacionais como estrangeiros, com conhecimentos de cartografia, geografia e astronomia.
A real existência da escola tem sido alvo de debate há vários anos. Os seus maiores defensores são sobretudo escritores e historiadores ingleses.

## Antecedentes
Em 1443, o infante D. Henrique pediu ao seu irmão D. Pedro a concessão da região de Sagres para fundar uma vila. Na sua carta testamentaria de 19 de Setembro de 1460, o infante indica que a vila seria um local de assistência a todos os navegadores que por ali passassem, através da entrega de mantimentos ou como porto de abrigo.
Na documentação analisada de D. Pedro, não se encontra qualquer referência a alguma escola náutica na região de Sagres. Também não há qualquer registo na documentação de figuras contemporâneas como Gomes Eanes de Zurara, Duarte Pacheco Pereira ou João de Barros; os registos por estes feitos, apenas referem a construção da vila. Na Crónica do Príncipe D. João (1567), Damião de Góis faz referência à natureza erudita do infante, e como este se dedicava ao estudo das letras, em particular da Astrologia e Cosmografia. Para desenvolver estes estudos, D. Henrique teria fundado uma vila em Sagres. Segundo Duarte Leite, teria sido Samuel de Purchas o criador da introdução da existência da Escola de Sagres em Portugal e na restante Europa, em 1625. Segundo Leite, o infante contratou Jaime Maiorca, um mestre catalão, para gerir uma escola náutica e dar apoio aos marinheiros.
No século, XVIII, a ideia de uma escola era já um assunto com alguma consistência, como se pode comprovar na obra Vida do Infante D. Henrique, escrita e dedicada à Majestade Fidelíssima de El-Rei D. Joseph I N.S de Francisco José Freire Nobres. Também António Ribeiro dos Santos descreveu a escola e o seu observatório astronómico, o primeiro em Portugal. Sagres concentrava agora sábios, capitães e marinheiros experientes, e o paço real do infante passou a ser uma escola de estudos náuticos com a presença de geógrafos, matemáticos, astrónomos e náuticos.
Um século depois, o cardeal Saraiva refere que o desenvolvimento da marinha portuguesa se deveu à escola criada por D. Henrique, e que foi neste instituto que os diferentes instrumentos e métodos de navegação, utilizados nos descobrimentos, foram concebidos e construídos.
Também alguns historiadores estrangeiros analisaram este assunto. O escritor Conrad Malte-Brun refere que em  Portugal, no século XV, havia várias escolas para o estudo da navegação, e que o próprio Colombo tinha aprendido a arte da navegação delas.
O reforço da ideia da existência da Escola de Sagres foi feita por Oliveira Martins na sua obra Os Filhos de D. João I¸ onde regista uma lista de obras que teriam sido utilizadas pelo infante e pelos mestres da escola. Esses livros teriam sido adquiridos pelo infante D. Pedro, durante as suas viagens pela Europa. No entanto, esta ideia foi sucessivamente recusada pois era impossível que os livros que constam nessa lista tivessem sido trazidos para Portugal por D. Pedro.
Ainda durante o século XIX, a tese do mito da Escola de Sagres foi revista pelos historiadores. O marquês de Sousa Holstein, em 1877, era da opinião da existência de uma academia científica, e não de uma escola; seria mais um "centro de acção" ou um "princípio inspirador". Salienta, ainda, o facto de o infante não mencionar a escola no seu testamento onde todas as suas fundações são descritas em pormenor. Luciano Pereira da Silva e Joaquim Bensaúde, são da opinião de que, na época, os marinheiros seguiam regras, não necessitando de grandes conhecimentos astronómicos, e que, quase de certeza, o infante nunca chegou a ler obras de autores citados por Oliveira Martins, como Johannes de Monte Régio ou Jorge de Peurbach.